# Johanna Schopenhauer
Johanna Schopenhauer (como sobrenome de solteira Trosiener; 9 de julho de 1766 — 17 de abril de 1838) foi a primeira mulher alemã a publicar livros sem pseudônimo, uma apresentadora de salão literário influente e, na década de 1820, a autora mais famosa da Alemanha. Desde o final do século XIX, ela é conhecida principalmente por ser a mãe do filósofo Arthur Schopenhauer.

## Biografia

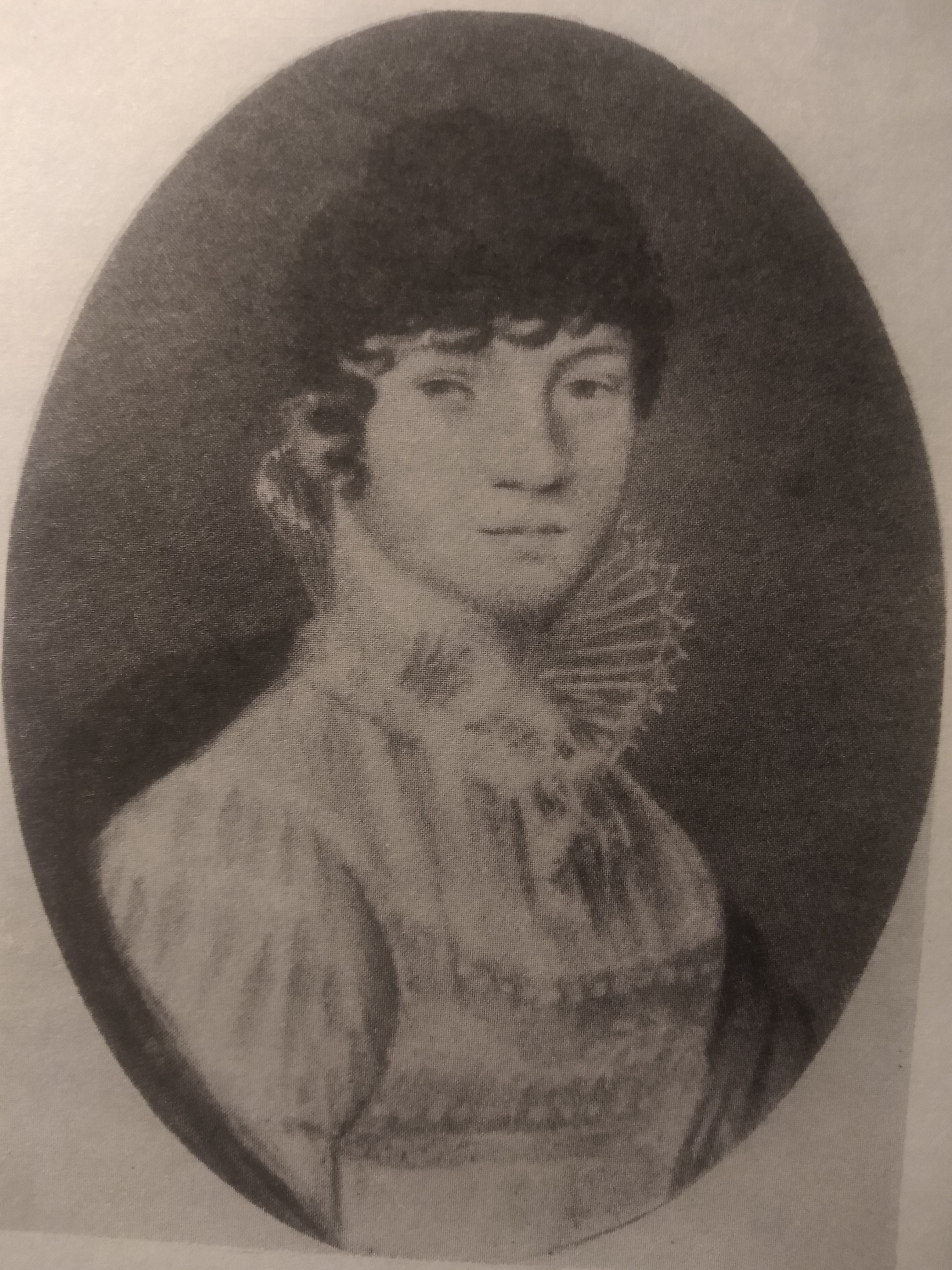
Johanna quando ainda adolescente

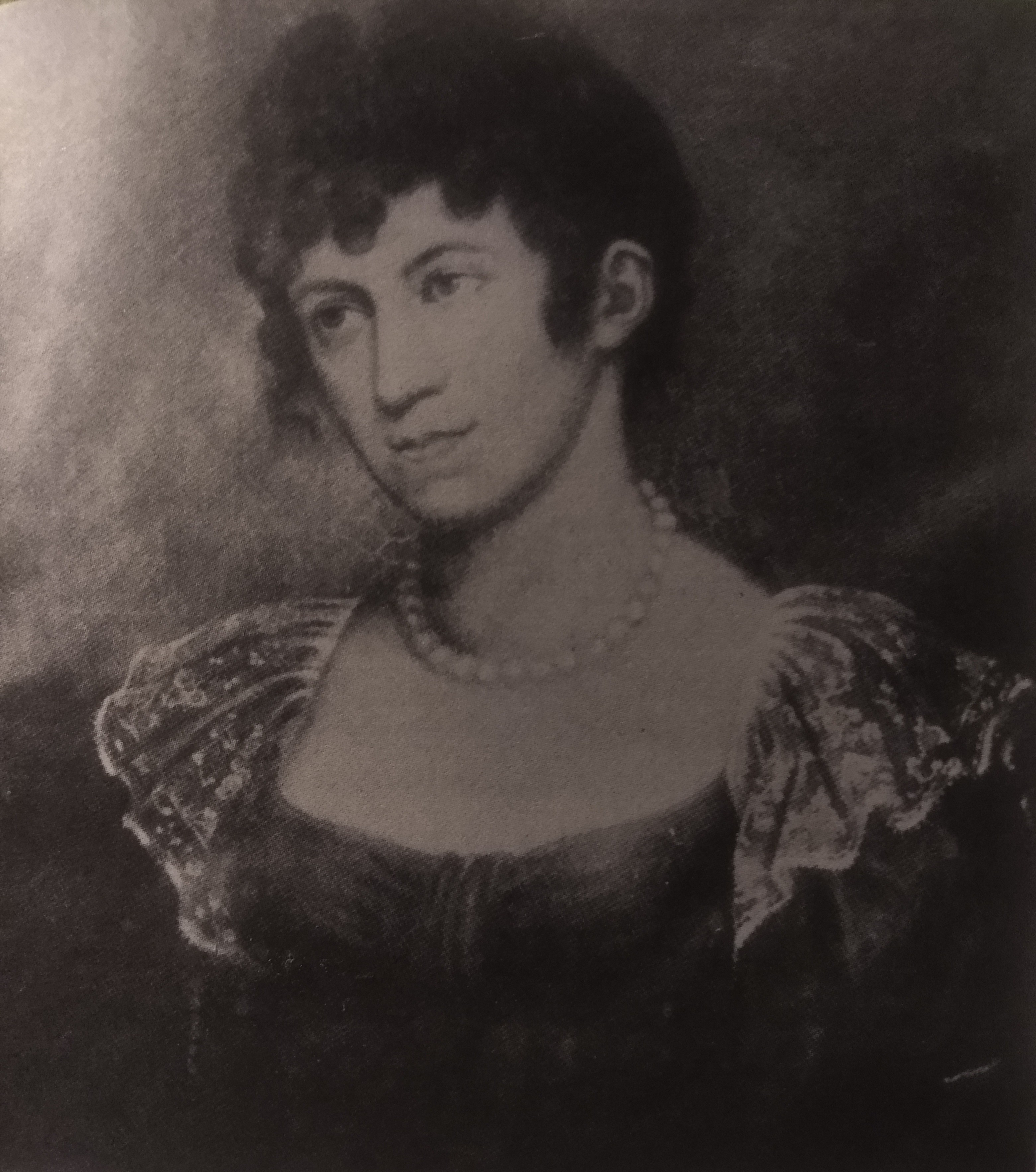
Johanna Schopenhauer. Óleo sobre tela de Gerhard Kügelgen, 1817

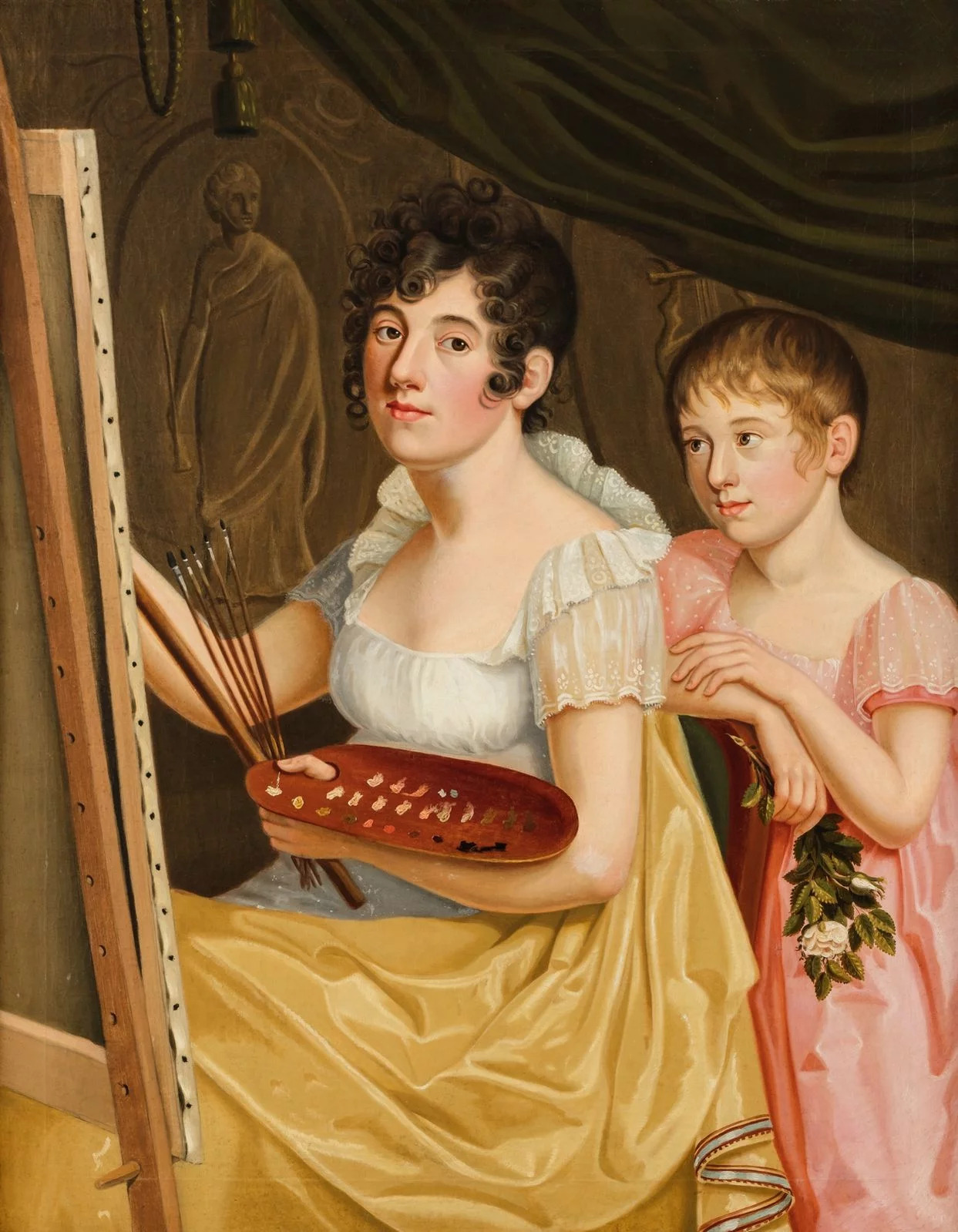
Johanna Schopenhauer com sua filha Adele em 1806. Quadro de Caroline Bardua.

Johanna Schopenhauer nasceu em Gdańsk, a Coroa do Reino da Polônia, em uma família de mercadores de classe média de origem holandesa; seus pais eram Christian Heinrich e Elisabeth (b. Lehmann) Trosiener. Seu pai também era vereador na cidade. Ela era uma menina precoce, sensível à arte e com grande talento para aprender línguas estrangeiras. Antes de completar 10 anos, ela já sabia polonês, francês e inglês, além de seu alemão nativo.
A jovem Johanna tinha aspirações de se tornar uma pintora, um desejo que seus pais cortaram desde o início, considerando impróprio que uma garota de sua classe exercesse "um ofício".
Aos 18 anos, ela se casou com Heinrich Floris Schopenhauer, um comerciante muito mais rico, vinte anos mais velho que ela. Ele se tornou o pai de seus dois filhos, Arthur e Adele Schopenhauer, que nasceram em 1788 e 1797, respectivamente. Em sua autobiografia, na qual Johanna prometeu contar os fatos de sua vida "sem poesia", Johanna deixa claro que ela "não fingia amor ardente por ele mais do que ele exigia". Ela nega, no entanto, que tenha sofrido pressão de seus pais para se casar com Heinrich Floris. Pelo contrário, ela sutilmente admite que o que a atraiu para uma união com ele foi sua posição social e as possibilidades que sua riqueza poderia abrir para ela. O casamento era estável, mas desde o início Johanna sentiu que sua felicidade e a de seu marido dependiam de sua renúncia à vontade dele.
Um ano após a morte do marido em 1805, Johanna e a filha mudaram-se para Weimar, uma cidade onde Johanna não tinha parentes nem amigos íntimos e que estava, aliás, prestes a ser o palco da guerra entre a Prússia e as tropas invasoras de Napoleão. Apesar de Johanna não saber do risco iminente de guerra, ela se recusou a deixar a cidade quando a situação ficou clara, pois o transporte só estava disponível para ela e sua filha, e seus servos teriam que ser deixados à própria sorte.
Durante a guerra, Johanna foi bastante ativa na prestação de serviços aos necessitados, cuidando de soldados alemães e dando asilo a cidadãos menos afortunados, cujas casas haviam sido ocupadas por soldados franceses. Com isso, ela rapidamente se tornou uma figura popular em Weimar.
Depois da guerra, ela ganhou uma grande reputação como uma salonnière (como ela havia planejado antes de deixar Hamburgo), e durante os anos seguintes compareceu a suas festas semi-semanais com várias celebridades literárias: Wieland, os irmãos Schlegel August e Friedrich, Tieck e, acima de tudo, Goethe, cujo conhecimento foi provavelmente o que atraiu Johanna a Weimar em primeiro lugar. O endosso de Goethe foi um grande fator por trás do sucesso social de Johanna, e contribuiu muito para sua amizade o fato de Johanna ter sido a primeira mulher de classe alta em Weimar a abrir as portas de sua casa para Christiane Vulpius, amante de Goethe, que até então havia sido excluída da brilhante cena social da cidade, devido não apenas à sua origem humilde, mas também ao fato de que Goethe e Vulpius não eram mais do que amantes, apesar de viverem juntos.
No início, Arthur Schopenhauer optou por ficar em Hamburgo. Naquele momento tinha toda a intenção de cumprir uma promessa feita a seu pai, a de concluir seu estágio de comerciante, por mais que isso o doesse e por mais que ele tivesse preferido estudar filosofia. Johanna encorajou seu filho a deixar esses estudos para trás e seguir seu desejo de se tornar um acadêmico.
Mãe e filho, no entanto, não se davam bem. Em cartas escritas a Schopenhauer, Johanna deixa bem claro o quanto estava angustiada com o pessimismo do filho, sua arrogância e seus modos imperiosos. (As cartas de Schopenhauer para sua mãe foram destruídas por ela.) Quando, em 1809, Schopenhauer finalmente se mudou para Weimar, ele se estabeleceu, não na casa de sua mãe, mas na de seu jovem instrutor, Franz Passow, pois a mãe tinha a impressão de que morar sob o mesmo teto que seu filho era um péssima ideia. Em 1813, ela finalmente permitiu que ele se mudasse para sua casa, alugando um quarto para ele, mas o acordo foi quebrado logo após discussões frequentes; o motivo era a amizade de Johanna com outro inquilino, um homem mais jovem chamado Georg von Gerstenbergk.
Depois de 1814, mãe e filho nunca mais se encontraram. Toda a comunicação entre os dois passou a ser por meio de cartas, mas mesmo assim foi interrompida depois que Johanna leu uma correspondência de Schopenhauer para sua irmã Adele, onde culpava a mãe pela morte do pai, supostamente por suicídio, acusando de ir se divertir em festas enquanto Heinrich Floris estava acamado, doente e abandonado aos cuidados de um empregado leal. Em 1819, no entanto, Schopenhauer fez uma tentativa de se aproximar de sua família. Naquele ano, as senhoras Schopenhauer perderam a maior parte de sua fortuna em uma crise bancária. Schopenhauer se ofereceu para compartilhar com eles a herança que recebeu de seu pai, mas Johanna recusou a oferta.
Foi apenas em 1831 que a correspondência entre mãe e filho foi retomada. Foi Schopenhauer quem deu o primeiro passo, motivado, aparentemente, por suas muitas dificuldades: desde o fracasso em vender seus livros até suas enfermidades corporais. A correspondência continuou esporadicamente até a morte de Johanna em 1838. Apesar do tom cordial das últimas comunicações entre Johanna e Arthur, este continuou a falar mal dela mesmo depois de sua morte, dando pouco valor às habilidades maternas de Johanna e pintando-a como uma mulher totalmente egocêntrica. De sua parte, em seu testamento, Johanna fez de Adele sua única herdeira. Mas isso provavelmente foi motivado, não tanto para menosprezar o filho, mas pelo reconhecimento de que a filha estaria em maiores dificuldades nos anos futuros, já que Schopenhauer não só conseguiu conservar sua parte da herança paterna como até a dobrou, enquanto Adele a faria tem poucos recursos à sua disposição, algo em que a perdulário Johanna teve um papel pequeno.
Em Weimar, Johanna Schopenhauer ganhou notoriedade como autora. Ela foi a primeira mulher alemã a publicar livros sem pseudônimo e, do final dos anos 1810 ao início dos anos 1830, seus trabalhos a tornaram a autora feminina mais famosa da Alemanha. Em 1831, seus livros receberam uma segunda edição, e a coleção ocupava nada menos que 24 volumes. Apesar de toda essa produção, sua aclamação da crítica e sucesso comercial, Johanna nunca foi capaz de compensar as perdas financeiras da década de 1810. Incapazes de manter seu estilo de vida em Weimar, e também por motivos de saúde, Johanna e Adele se mudaram para Bonn. Em meados da década de 1830, a fama de Johanna diminuiu e sua situação financeira piorou. Quase sem recursos, Johanna escreveu ao duque de Weimar detalhando sua situação. Em 1837, o duque, em reconhecimento à fama de Johanna e às contribuições para a cultura da cidade, ofereceu-lhe uma pequena pensão e convidou-a a se mudar para Jena. Lá, Johanna morreu no ano seguinte. Ela deixou incompleto o manuscrito de uma última obra, sua autobiografia, que narra seus primeiros anos de vida até pouco depois do nascimento de Arthur.

## Obras

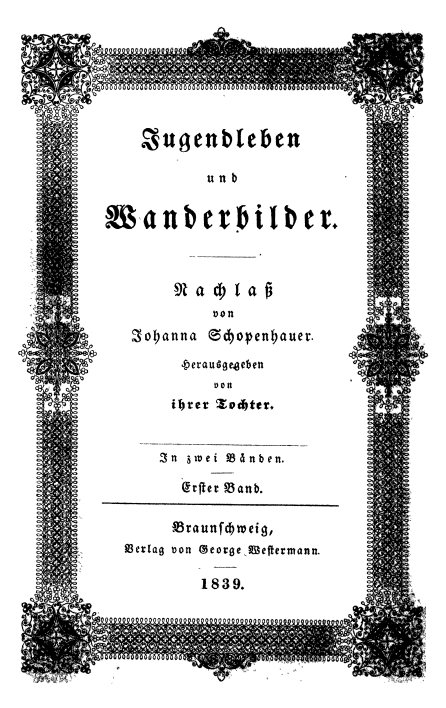
Capa da Jugendleben und Wanderbilder de Schopenhauer

Pouco depois de sua chegada a Weimar, Johanna começou a publicar seus escritos, consistindo em artigos sobre pinturas com especial atenção para a obra de Jan van Eyck. Em 1810, ela publicou seu primeiro livro: uma biografia de seu amigo Karl Ludwig Fernow, falecido dois anos antes. Ela escreveu o livro com a intenção generosa de pagar as dívidas dos herdeiros de Fernow com seu editor. A obra teve um sucesso de crítica, o que incentivou Johanna a seguir a carreira de autora, da qual dependeria seu sustento e o de Adele após a crise financeira mencionada. Primeiro veio a publicação de seus diários de viagem. Antes da morte de Heinrich Floris, a família fez viagens pela Europa Ocidental, principalmente para ajudar Arthur, então um adolescente, a desenvolver as habilidades de um comerciante. Mas as viagens também foram de grande utilidade para Johanna, servindo de matéria-prima para seus travelogues, que fizeram muito sucesso na época em que foram publicados, décadas depois. (Em 1990, seu diário de viagem à Inglaterra e à Escócia foi traduzido para o inglês por Chapman & Hall - o único livro de Johanna a ser apresentado ao mundo anglófono desde a virada para o século XX.) Em seguida, veio sua obra de ficção, que, por pouco mais de uma década, a tornou a autora mais famosa da Alemanha. A seguir estão seus romances mais conhecidos: Gabriele (1819), Die Tante (1823) e Sidonia (1827).